# Novarupta
Novarupta ("nowa erupcja") – czynny wulkan znajdujący się na Alasce w Parku Narodowym i Rezerwacie Katmai.
W czerwcu 1912 doszło do jego wybuchu. Była to największa erupcja wulkanu w XX wieku. 6 stopień w Indeksie Eksplozywności Wulkanicznej.